# Orazio Gavioli
Orazio Gavioli (Potenza, 21 marzo 1871 – Potenza, 22 dicembre 1944) è stato un botanico e chirurgo italiano.
Chirurgo e direttore sanitario dell'Ospedale San Carlo di Potenza fino al 1920, è noto principalmente per aver erborizzato gran parte della Basilicata nel corso del primo Novecento.
Autore di pubblicazioni scientifiche sia in ambito medico sia in ambito botanico, nella letteratura botanica è ufficialmente riconosciuta l'abbreviazione Gavioli. La sua opera più importante è la Synopsis Florae Lucanae, che venne pubblicata postuma nel 1947 dall'Università degli Studi di Firenze e dalla Società botanica italiana per interessamento del figlio, Federico Gavioli.

## Biografia
Aurelio Orazio Plinio Gavioli nacque a Potenza il 21 marzo 1871. Il padre Federico (1834-1896), medico e dal 1884 chirurgo presso l'Ospedale San Carlo di Potenza, proveniva da Novi di Modena.
Dopo il liceo classico Quinto Orazio Flacco, Orazio conseguì la laurea in Medicina all'Università di Napoli acconsentendo al volere del padre, al quale aveva però strappato la promessa di potersi poi laureare anche in Scienze naturali. Dopo un breve assistentato agli Ospedali Riuniti di Napoli, la morte improvvisa del padre, avvenuta nel 1896, lo costrinse a rientrare a Potenza e a esercitare la professione medica. Grazie ad alcune pubblicazioni di clinica chirurgica riuscì a diventare titolare della Sezione chirurgica dell'Ospedale San Carlo di Potenza, del quale poi divenne direttore sanitario.
Non abbandonò mai la sua passione per la botanica e nel corso degli anni accumulò un numero di piante e di campioni tale da formare l'erbario lucano più ricco e completo. Dopo la sua morte, il 28 marzo 1945 il figlio Federico (1899-1957) donò l'Erbario Gavioli all'Erbario Centrale Italiano. Questo riuscì a registrarlo ufficialmente solo il 18 febbraio 1952, perché la mole dei 26.985 campioni richiese sette anni di tempo per la catalogazione.
Già nel 1947 fu però pubblicata sul Nuovo Giornale Botanico Italiano la sua opera principale e postuma, la Synopsis Florae Lucanae, su finanziamento dell'Università di Firenze, in segno di gratitudine per la donazione dell'Erbario al Museo botanico fiorentino. L'introduzione fu scritta dal professore Giovanni Negri, riportando i tratti fondamentali del percorso botanico di Gavioli.
Orazio si appassionò alla scienza botanica fin da giovane, guidato dal professor Giuseppe Camillo Giordano e dai compaesani Nicola e Achille Terracciano (quest'ultimo ringraziò Gavioli nel 1893 nel suo Prodromo della Flora Lucana). In seguito frequentò l'esame obbligatorio di botanica del corso di Medicina all'Università di Napoli, tenuto da Fortunato Pasquale. Perfezionati gli studi botanici sotto la guida del professor Federico Delpino, proseguì la sua opera di erborizzazione senza contattare il mondo accademico. Soltanto negli anni venti, grazie all'amicizia con Carlo Lacaita, iniziò a intrattenere dei carteggi con i più noti botanici del tempo (tra cui Arénes, Donno, Gresino, Lanza, Lusina, Mens e Béguinot, Pampanini, Pfaff, Vignolo Lutati, Ugolini, Vaccari, Vermenen, Nelson e Weber). Collaborò con eminenti riviste scientifiche dell'epoca, tra cui la Menthotheca del boemo Petrak. Dall'11 marzo 1922 divenne socio della Società botanica italiana.
Proprio Franz Petrak rinominò forma Gavioli un ibrido tipico del Monte Arioso rinvenuto da Gavioli (quello Mentha aquatica x Mentha longifolia). Il suo nome è stato associato anche a una forma di timo (Thymus serpyllum) e ad una di viola (Viola aethnesis).
Socialista, per il PSI fu anche consigliere comunale di Potenza nel 1904, riscuotendo 493 voti e classificandosi terzo a pari merito tra gli eletti. Fu a lungo presidente della Commissione provinciale forestale e della Sezione agricola forestale del Consiglio dell'economia di Potenza, e inoltre venne nominato membro del primo Consiglio amministrativo dell'Ordine dei medici di Potenza.
Sposatosi con Angiolina Bonifacio, fu padre di tre figli. Il suo primogenito, Federico Gavioli, si laureò in medicina e chirurgia a Napoli e perfezionò gli studi alla Clinica universitaria di Monaco di Baviera, sotto la guida del celebre professor Ernst Ferdinand Sauerbruch. Successe al padre come chirurgo primario all'Ospedale San Carlo dal 1928 e poi come direttore sanitario fino al 1947. Va ascritto al suo impegno e costituisce suo merito il fatto che l'opera botanica del padre abbia potuto essere preservata e valorizzata. Il figlio di Federico, nipote e omonimo di Orazio, fu caposervizio della sezione Spettacoli a la Repubblica per più di vent'anni.
| Gavioli è l'abbreviazione standard utilizzata per le piante descritte da Orazio Gavioli. Consulta l'elenco delle piante assegnate a questo autore dall'IPNI. |

## Opere

### Medicina
- Resoconto statistico degli infermi ricoverati e visitati nell'Ospedale S. Carlo dal 1º gennaio 1896 al 31 agosto 1898, Tip. Edit. Garramone e Marchesiello, Potenza, 1898.
- Craniotomia per ematoma sottodurale, in «La Clinica Chirurgica», 1901.
- Aneurisma della poplitea. Di Orazio Gavioli. Caso clinico, Tip. Edit. Garramone e Marchesiello, Potenza 1905.
- Considerazione sull'osteomielite - Saggio clinico, in «La Clinica Chirurgica», 1905.
- Rendiconto clinico statistico dell'attività del Reparto Chirurgico dell'Ospedale S. Carlo, Tip. Edit. Garramone e Marchesiello, Potenza, 1905.
- Considerazioni su 27 laparotomie per ferite penetranti con varie lesioni viscerali, Tip. Edit. Garramone e Marchesiello, Potenza, 1906.

### Botanica
- Note sulla flora lucana. Monte Serranetta e i suoi contrafforti a sud-est di Potenza, in «Archivio Botanico», II (1926), pp. 258 ss.; III (1927), pp. 175 ss.; IV (1928), pp. 186 ss.
- Florae hispanicae et lucanae affinitates aliquae, in «Cavanillesia», II (1929), 5-6 e IV (1932), 8-9. Barcinonae (Barcellona).
- Note sulla flora lucana. Monte della Maddalena, in «Nuovo Giornale Botanico Italiano», n.s., vol. XXXVIII (1931), pp. 241 ss.
- Note sulla flora lucana. Primo contributo allo studio della flora del Volturino, in «Nuovo Giornale Botanico Italiano», n.s., vol. XXXIX (1932), pp. 513 ss.
- Contributo sulla flora del Monte Pollino, in «Archivio Botanico», VIII (1932), pp. 46 ss.
- Ricerche sulla distribuzione altimetrica della vegetazione in Italia. Limiti altimetrici delle formazioni vegetali in alcuni gruppi dell'Appennino lucano, in «Nuovo Giornale Botanico Italiano», n.s., vol. LXI (1934), pp. 558 ss.
- Sulla dispersione del Genere Quercus in Lucania, in «Archivio Botanico», XI (1935), pp. 105 ss.
- Ricerche sulla distribuzione altimetrica della vegetazione in Italia. III. Limiti altimetrici delle formazioni vegetali nel gruppo del Pollino. (Appennino Calabro-Lucano), in «Nuovo Giornale Botanico Italiano», n.s. XLIII (1936), pp. 636 ss.
- Synopsis Florae Lucanae, in «Nuovo Giornale Botanico Italiano», n.s., vol. LIV (1947), 278 p.

Le opere botaniche minori e la Synopsis sono state ristampate in due volumi, a cura del Consiglio Regionale di Basilicata, nel 1995.